# دیلینگهام (آلاسکا)
دیلینگهام (به انگلیسی: Dillingham) شهری در ناحیه سرشماری دیلینگهام ایالت آلاسکا است که جمعیت آن در سرشماری سال ۲۰۰۰ میلادی ۲۴۶۶ نفر بوده‌است.